# Enderrock
Enderrock is een Catalaans muziektijdschrift voor pop- en rockmuziek dat in 1994 werd opgericht. Het bestaat zowel in een papieren als in een online versie. De naam is een woordenspel op het Catalaanse woord enderroc, dat "de beuk erin" of "breek het af" betekent, en rock.
Het wordt uitgegeven door de uitgeverij Grup Enderrock, die daarnaast ook nog  Sons de la Mediterrània gericht op de folkmuziek, Jaç  (jazz) uitgeeft en sedert 2011 ook 440 Clàssica gericht op de klassieke muziek. Daarnaast produceert Grup Enderrock het programma Enderrock.tv, dat op de Catalaanse lokale televisie uitgezonden wordt. Wegens een daling van de reclame-inkomsten en de subsidies, werd de papieren versie van Jaç en Sons de la Mediterrània in 2011 ten minste voorlopig opgeheven. De inhoud werd overgenomen in de webportalen en in nieuwe rubrieken in de magazines Enderrock en 440 Clàssica.
In het jaar 2004 kreeg het tijdschrift de Premi Nacional a la Projecció Social de la Llengua Catalana van de Catalaanse regering voor zijn bijdrage aan het bevorderen en het normaliseren van de Catalaanse taal. De jury waardeerde in het bijzonder dat het tijdschrift "een referentiewerk van hoge kwaliteit voor de popmuziek geworden is, met een zeer ruime en jonge lezersgroep over heel het taalgebied."
Sedert 2001 organiseert Enderrock elk jaar een wedstrijd voor hedendaagse Catalaanse muziek Sona 9 en rijkt een aantal muziekprijzen uit zoals voor het beste lied, beste album, enz, met telkens een prijs van de luisteraar en een prijs van de jury. De gala-voorstelling ter gelegenheid van de uitreiking van de prijzen is ook een ontmoetingsdag van alle prominenten die op een of andere manier bij de muziek betrokken zijn.